# Шоураннер
Шоураннер (англ. showrunner) — термин в американском телевидении, который обозначает человека, работающего исполнительным продюсером, отвечающего за основное направление и развитие проекта. Шоураннер обычно совмещает обязанности сценариста, исполнительного продюсера и редактора сценариев. В отличие от кинематографа, где творческий контроль находится в руках режиссёров, шоураннер по статусу всегда выше телевизионных режиссёров. В ранний период телевидения шоураннеры назывались главными исполнительными продюсерами.
Шоураннер часто выступает как создатель сериала, хотя и не всегда. В длительных сериалах случается, что с течением лет шоураннеры меняются. Среди таких примеров можно отметить «Закон и порядок», «Скорая помощь», «Симпсоны», «Западное крыло», «Звёздный путь: Следующее поколение», «Полиция Нью-Йорка», «Сверхъестественное» и «Доктор Кто». В качестве примера известных шоураннеров, в резюме которых присутствует несколько успешных проектов можно отметить таких персон как Мэттью Вайнер, Дэвид Э. Келли, Дж. Дж. Абрамс, Шонда Раймс, Чак Лорри, Мара Брок Акил, Кевин Уильямсон, Билл Лоуренс, Деймон Линделоф, Сет Макфарлейн, Райан Мёрфи, Эрик Крипке, Расселл Ти Дейвис и Стивен Моффат.